# ژاک ایخمالیان
ژاک ایخمالیان (ارمنی: Ժակ Իխմալյան؛ ۳۰ ژوئن ۱۹۲۲ – ۱ آوریل ۱۹۷۸) نقاش، شاعر، کنشگر سیاسی و استاد دانشگاه ارمنی بود.

## زندگی‌نامه
پدرش، «گاربیس ایخمالیان» یک نقاش آماتور از اهالی قونیه و مادر وی از اهالی کایسری بود. در سال ۱۹۳۶ ژاک از یم مدرسه راهنمایی خصوصی کلیسای کاتولیک فارغ‌التحصیل شد. در سال ۱۹۴۲ وی در دپارتمان نقاشی آکادمی هنرهای زیبای استانبول مشغول به تحصیل شد. در سال ۱۹۴۹ با «Marie Abacigil» ازدواج نمود این زوج صاحب پسری به نام «وارطان» شدند. ژاک ایخمالیان به زودی در سال ۱۹۵۹ به پکن نقل مکان نمود. وی برای رادیو کمونیست مشغول به کار شد و به آموزش هنر معاصر و فولکور چینی پرداخت. در سال ۱۹۶۱ به اتحاد شوروی رفت جایی که وی باقی عمر خویش را سپری نمود. در سال ۱۹۷۴ به عضویت کمیته نقاشان اتحادیه شوروی درآمد. در ماه آوریل ۱۹۷۸ در سن ۵۶ سالگی در مسکو درگذشت ولی پیکر وی در ایروان سوزانده شد.